# Schwaara

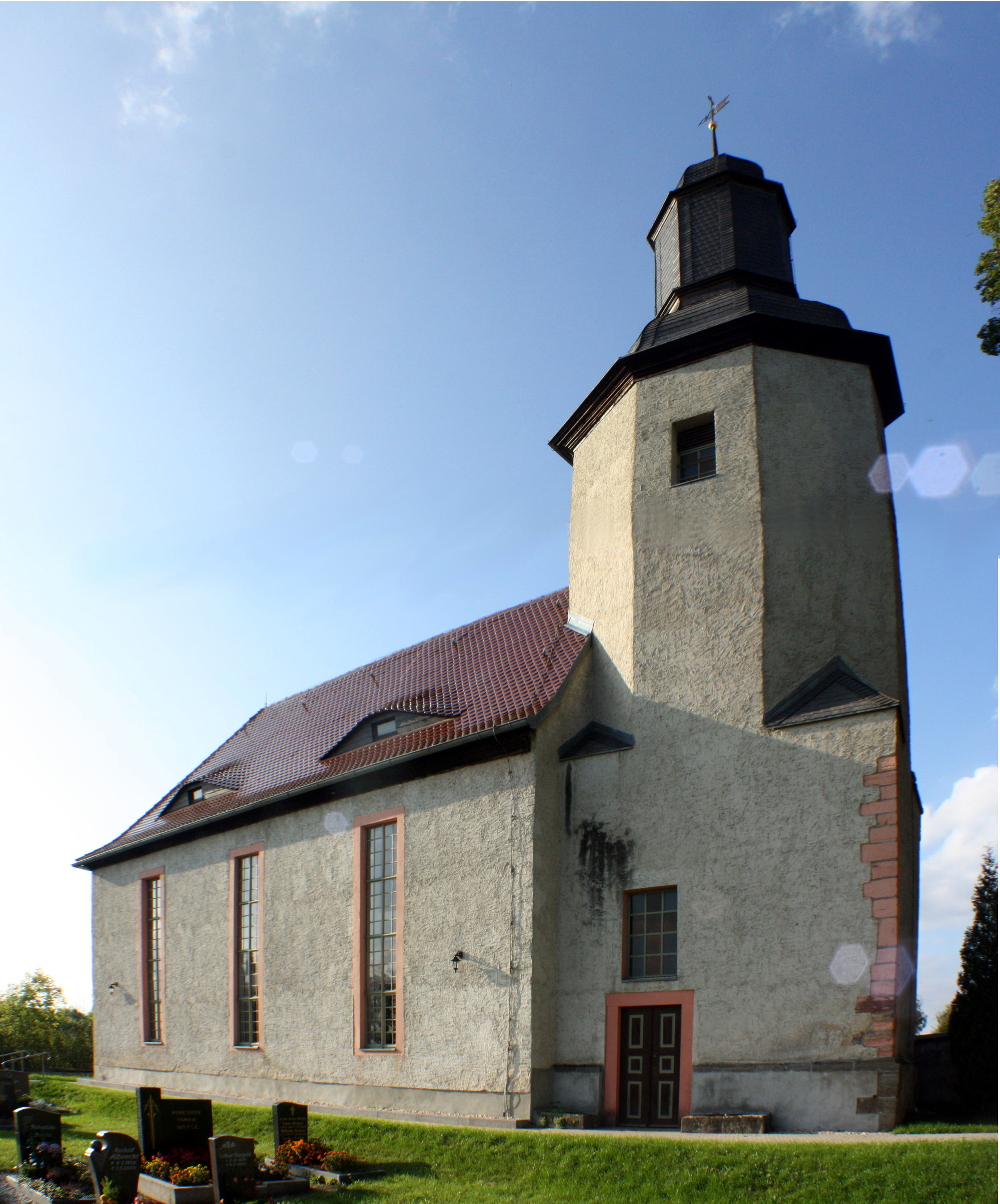
Dorfkirche

Schwaara ist eine Gemeinde im Landkreis Greiz in Thüringen. Sie ist Mitglied der Verwaltungsgemeinschaft Am Brahmetal.

## Geographie
Schwaara befindet sich östlich der Stadt Gera an der Anschlussstelle zur Bundesautobahn 4. Die Gemarkung liegt am westlichen Rand des Altenburg-Zeitzer-Lösshügellandes.

### Nachbargemeinden
Angrenzende Gemeinden sind Brahmenau, Großenstein und Korbußen im Landkreis Greiz sowie die 1994 nach Gera eingemeindeten Gemeinden Röpsen und Trebnitz.

## Geschichte
Das Dorf Schwaara entstand als sorbische Siedlung und wurde urkundlich erstmals 1307 als Squwaara erwähnt.
Im 15. Jahrhundert wurde aus einer zunächst kleinen Kapelle eine Kirche mit kleinem Turm, die 1719 nochmals wesentlich umgebaut wurde und 1841 eine Orgel erhielt. Hauptsächlich die Landwirtschaft, aber auch kleinere Handwerksbetriebe hatte die Gemeinde zu einem gewissen Wohlstand verholfen. Allerdings brachte der Dreißigjährige Krieg Tod und Zerstörung auch nach Schwaara und warf den Ort vorübergehend weit zurück.
Schwaara gehörte zum Herrschaftsbereich des Hauses Reuß, welches ab dem 16. Jahrhundert durch zahlreiche Erbteilungen in bis zu zehn Teilgebiete zersplitterte. Erst im Jahr 1848 kam es zur Wiedervereinigung von drei reußischen Teilherrschaften zum Fürstentum Reuß jüngerer Linie. Schwaara gehörte verwaltungstechnisch zum Landratsamt Gera des Fürstentums.
Im Jahr 1901 nahm die durch das Gemeindegebiet führende Schmalspurbahn der neuen Strecke von Gera-Pforten nach Wuitz-Mumsdorf den Betrieb auf. Es sollte aber noch bis 1953 dauern, bis Schwaara eine eigene Haltestelle erhielt. Die Bahnlinie wurde 1969 eingestellt und nachfolgend abgebaut. Ein kleines Denkmal aus zwei Radsätzen auf einem kurzen Gleisstück erinnern im Ort noch an diese Episode.
Der Erste Weltkrieg, aus dem vier aus Schwaara stammende Soldaten nicht zurückkehrten, führte zum Zusammenbruch der alten Ordnung. Aus dem Fürstentum wurde ein kurzlebiger Freistaat, der sich schon 1919 mit dem Freistaat Reuß älterer Linie zum Volksstaat Reuß vereinigte, der wiederum bereits 1920 im Land Thüringen aufging. Schwaara wurde 1922 Teil des neu gebildeten Landkreises Gera.
Aus dem Zweiten Weltkrieg kehrten 14 Soldaten nicht zurück. Der Ort selbst blieb weitgehend von Kriegsschäden verschont. Am 13. April 1945 rückten US-amerikanische Truppen in das Dorf ein. Im Juli zogen sie wieder ab, da Schwaara Teil der Sowjetischen Besatzungszone wurde. In der DDR wurden die Länder 1952 aufgelöst und die Gemeinde wurde dem Kreis Gera-Land im Bezirk Gera zugeordnet.
Nach der Wiedervereinigung wurde das Land Thüringen wieder gegründet. Zum 1. Juli 1994 ging der Landkreis Gera mit Schwaara im erweiterten Landkreis Greiz auf.
Im Jahr 2007 konnte das 700-jährige Jubiläum von Schwaara gefeiert werden.

### Einwohnerentwicklung
Entwicklung der Einwohnerzahl (31. Dezember):
| - 1994: 125 - 1995: 120 - 1996: 113 - 1997: 115 - 1998: 169 - 1999: 156 | - 2000: 154 - 2001: 157 - 2002: 154 - 2003: 160 - 2004: 161 - 2005: 159 | - 2006: 154 - 2007: 154 - 2008: 149 - 2009: 147 - 2010: 146 - 2011: 153 | - 2012: 149 - 2013: 145 - 2014: 143 - 2015: 138 - 2016: 134 - 2017: 132 | - 2018: 130 - 2019: 131 - 2020: 132 - 2021: 135 - 2022: 130 - 2023: 131 |

Datenquelle: Thüringer Landesamt für Statistik

## Politik

### Bürgermeister
Amtierender Bürgermeister ist Christian Haßmann (parteilos). Er wurde am 8. Mai 2022 mit einer Mehrheit von 50,5 % gewählt (eine Stimme Unterschied zum Mitbewerber). Die Wahlbeteiligung lag bei 81,8 %.
Haßmann ist Nachfolger von Jürgen Matthes, der das Amt über 30 Jahre ausübte und bei der Wahl 2022 nicht erneut kandidierte.

### Gemeinderat
Die sechs Mitglieder des Gemeinderates wurden zuletzt bei der Kommunalwahl am 26. Mai 2024 in einer Verhältniswahl bestimmt. Bei den vorangegangenen Wahlen fand eine Mehrheitswahl statt, da nur ein Wahlvorschlag eingereicht worden war.
Die Sitzverteilung im Gemeinderat:
| Wahl | P-FWG a | Ja b | FWG S c | Gesamt  |
| ---- | ------- | ---- | ------- | ------- |
| 2024 | 2       | 4    | –       | 6 Sitze |
| 2019 | –       | –    | 6       | 6 Sitze |
| 2014 | –       | –    | 6       | 6 Sitze |

Die Wahlbeteiligung lag 2024 bei 83,6 % (in den vorangegangenen Wahlen – 2019: 79,1 %; 2014: 73,8 %; 2009: 75,7 %).

## Sehenswürdigkeiten
Die Dorfkirche St. Ursula wurde im 15. Jahrhundert errichtet.

## Wirtschaft und Infrastruktur

### Verkehr
Schwaara ist über die Anschlussstelle Kreuz Gera der Bundesautobahn 4 erreichbar. Durch die Kreisstraße 519 ist der Ort mit Gera-Trebnitz verbunden.
Von 1953 bis 1969 besaß Schwaara einen Haltepunkt an der ehemaligen Bahnstrecke Gera-Pforten–Wuitz-Mumsdorf.

### Wasserver- und Abwasserentsorgung
Die Gemeinde Schwaara ist Mitglied im Zweckverband Wasser / Abwasser Mittleres Elstertal. Dieser übernimmt für die Gemeinde die Trinkwasserversorgung und Abwasserentsorgung.

## Persönlichkeiten
- Ernst Thrändorf (1851–1926), evangelischer Reformpädagoge